# 針孔旅社2
《針孔旅社2》（英語：Vacancy 2: The First Cut）是一部2008年美國直接发行DVD的砍杀电影，由艾瑞克·布羅斯執導，安尼斯·布魯克納 、特萊沃·懷特、阿爾傑·史密斯和大卫·莫斯科主演，是2007年凱特·貝琴薩和盧克·威爾遜主演的《針孔旅社》的前傳。

## 剧情
男子史密斯入住美原汽车旅馆，残忍地杀害了他带来的一名女子。旅馆工作人员在房间里安装了隐蔽的摄像头，用来偷录情侣的性爱过程，然后将录像出售。他们袭击了史密斯，把他绑了起来。旅馆经理戈登没有报警，而是同意了史密斯的提议，雇他折磨和谋杀汽车旅馆的客人，然后把录像带作为虐杀电影出售。
几天后，年轻夫妇杰茜卡（安尼斯·布魯克納饰）和凯莱布（特萊沃·懷特饰）以及凯莱布的朋友坦纳（阿爾傑·史密斯饰）在开车回家的途中入住汽车旅馆休息一晚，坦纳住在杰茜卡和凯莱布的隔壁房间。打开电视后，他看到了隔壁房间的实况录像，意识到他们都被监视着。三人想要逃离汽车旅馆，但遭到史密斯和另外两名蒙面人的阻拦。他们抓住了凯莱布，用刀刺他的肚子直到他死去，而杰茜卡和坦纳则躲在树林里。
杰茜卡和坦纳跑到附近的一栋房子，住在那里的夫妇同意让他们进去。他们向夫妇俩解释汽车旅馆的事，但丈夫不相信他们。几分钟后，史密斯和另一人出现了，他们告诉这对夫妇杰茜卡和坦纳偷了他们的东西，然后从汽车旅馆跑了。妻子打算报警解决，但史密斯开枪打了她和丈夫，杰茜卡和坦纳再次逃跑。史密斯等人抓住了他们两个，先折磨起坦纳。史密斯随后叫停了其他人，想要亲手杀死杰茜卡。戈登明顯看出史密斯已經變得一發不可收拾，根本不打算听从戈登的指挥。戈登告诉另一人，他们应该让史密斯杀了她，然后报警，把整件事都推到他身上。
趁被单独留下一分钟的空隙，杰茜卡设法解开了自己的绳子。史密斯回来后，她刺伤了他的脸，然后拿着枪逃走了。戈登在湖边搜索，看到一件毛衣浮出水面。当他上前察看时，杰茜卡出现在他身后的水中，扣动了扳机杀死了他。史密斯听到枪声后跑向湖边，而杰茜卡则躲在附近的拖车里。史密斯发现了她，并试图刺伤她，但她引发了一场大火，史密斯几被烧死在拖车里。
第二天早上，当警察赶到时，他们对杰茜卡的说法表示怀疑，因为摄像机和所有尸体都找不到。与此同时，在另一家汽车旅馆（第一部电影中的松木汽车旅馆），伤痕累累的史密斯告诉一名卡车司机，他将在几周内把汽车旅馆开起来，只要摄像机安装好就可以了。史密斯随后给了卡车司机一部虐杀电影，并告诉他自己会尽快制作更多拷贝。

## 演员
- 安尼斯·布魯克納（英语：Agnes Bruckner） 饰 杰茜卡
- 特萊沃·懷特 饰 凯莱布
- 阿爾傑·史密斯（英语：Arjay Smith） 饰 坦纳
- 大卫·莫斯科 饰 戈登
- 布萊恩·庫格曼（英语：Brian Klugman） 饰 里斯
- 博·比爾林塞利（英语：Beau Billingslea） 饰 奥蒂斯，丈夫
- 尼爾森·李（英语：Nelson Lee） 饰 新郎
- 杨时贤 饰 新娘
- 史考特·G·安德森 饰 史密斯
- 安傑爾·奧肯多（英语：Angel Oquendo） 饰 警官#3
- 盧克·威爾遜 饰 戴维·福克斯存檔鏡頭和替身
- 凱特·貝琴薩 饰 埃米·福克斯存檔鏡頭和替身

## 原聲帶
傑羅姆·狄龍（Nearly，九寸釘）與工程師瑞安·库尔在他的家庭錄音室中為64分鐘的配樂做了創作、演奏、錄製、混音和母带制作工作。

## 发行
該片於2009年1月20日直接發行DVD。评论一般，平庸无奇。